# Nicklas Axelsson
Nicklas Axelsson, född 15 maj 1972, är en svensk före detta professionell tävlingscyklist, numera avstängd på livstid för dopning. Axelsson är ursprungligen från Mora, men är numera bosatt i södra Frankrike.

## Karriär
Nicklas Axelssons främsta meriter är en sammanlagd sjätteplats i Giro d'Italia 1999 och en tredjeplats i det klassiska världscuploppet Lombardiet runt år 2000. År 2001 åkte han fast i en dopningskontroll i samband med världsmästerskapen och fick fyra års avstängning. Efter en två år och åtta månader lång avstängning, på grund av att reglerna ändrats, återvände han till cykelsporten. Säsongen 2006 tävlade Axelsson för det italienska Pro Continental-stallet Selle Italia-Serramenti Diquigiovanni, vilket från 2008 blev Serramenti PVC Diquigiovanni-Androni Giocattoli. I slutet av 2006 blev Nicklas Axelsson opererad för testikelcancer och fick cellgiftsbehandling. Efter behandlingen fortsatte han att tävla.
Axelsson slutade trea på den andra och tredje etappen av Tirreno-Adriatico 2008. Den svenska cyklisten bar den blå ledartröjan under två dagar, men fick ge sig efter den femte etappen, ett tempolopp, då den regerande världsmästaren i tempolopp, Fabian Cancellara, övertog ledningen. Axelsson slutade femma i Tirreno-Adriaticos slutliga sammanställning.
I mars 2008 vann Axelsson den andra etappen av Settimana Internazionale Coppi e Bartali före italienaren Stefano Garzelli. Han slutade tävlingen som fjärde man efter Cadel Evans, Stefano Garzelli och Vincenzo Nibali. 
Axelsson blev sedan kontrakterad av det polsk-italienska kontinentallaget Corratec inför säsongen 2009, och slutade denna säsong trea på första etappen av Tour de Qinghai Lake.
Den 6 januari 2010 framkom det att Axelsson lämnat ett positivt A-prov för epodopning, den 7 juli senare under året fastslogs även B-provet som positivt. Svenska Cykelförbundet beslutade samma år att stänga av Axelsson på livstid.

## Stall
- Palmans-Lystex 1997
- Scrigno-Gaerne 1998
- Navigare-Gaerne 1999
- Ceramiche Panaria-Gaerne 2000
- Mercury-Viatel 2001
- Alessio 2001
- Formaggi Pinzolo Fiavè 2004
- Universal Caffé-Styloffice 2005
- Selle Italia-Serramenti Diquigiovanni 2006–2008
- Corratec 2009